# Ligament ombilical médian
 (avril 2017).
Si vous disposez d'ouvrages ou d'articles de référence ou si vous connaissez des sites web de qualité traitant du thème abordé ici, merci de compléter l'article en donnant les références utiles à sa vérifiabilité et en les liant à la section « Notes et références ».
Ne doit pas être confondu avec Ligament ombilical médial.
Le ligament ombilical médian est un ligament impair qui s'étend de l'apex de la vessie jusqu'à l'ombilic, et se reflète sous forme d'un pli ombilical médian sur la face interne de la paroi abdominale antérolatérale.
Il est situé dans l'espace prépéritonéal infra-ombilical, entre le fascia transversalis et le péritoine pariétal.

## Développement embryonnaire
Ce ligament ombilical médian est un vestige de l'ouraque durant la vie fœtale : l'ouraque est un reliquat du pédoncule de l'allantoïde, qui réunit l'apex de la vessie urinaire fœtale à l'ombilic. Après la naissance, l'ouraque s'oblitère en tissu fibreux, donnant ainsi le ligament ombilical médian.

## Anatomie fonctionnelle
Il n'existe aucune fonction connu de ce ligament.

## Pratique clinique
Il est important de savoir le reconnaître en imagerie par échographie, TDM ou IRM pour détecter des pathologies malformatives. Les plus fréquentes sont les fistules (48%), les kystes (31%), les sinus (18%) et les divertucules (3%). Les tumeurs malignes ont une incidence de 1 / 5 000 000. Les traitements peuvent inclure une chirurgie.